# Piper Aircraft
Piper Aircraft är en amerikansk flygplanstillverkare, med huvudkontor vid Vero Beach, Florida, USA. Piper Aircraft tillverkar mestadels flygplan för civilt bruk men även militära versioner förekommer.
I Sverige är ett av de vanligaste allmänflygplanen (PA-28) tillsammans med Cessna.

## Historia
Företaget grundades av Clarence Gilbert Taylor och Gordon A. Taylor i Rochester, New York i september år 1927, som Taylor Brothers Aircraft Manufacturing Company. Året därpå, döptes företaget om till Taylor Brothers Aircraft Corporation.

## Modellförteckning
- Piper J-2 Cub Känd i Sverige som "Lill-Cub". Bokstaven "J" kommer från designern (Walter) "Jamouneau".
- Piper J-3 Cub Känd i Sverige som "Lill-Cub".
- Piper J-4 Cub Coupe Version av J-3 med säten bredvid varandra istället för i tandem som på J-3.
- Piper J-5 Cub Cruiser Större och kraftfullare version av J-3 med två sittplatser i bakre raden.
- Piper L-4 Grasshopper Militär version av J-3 för US Army. Även kallad O-59, eller NE-1.
- Piper PA-6 Sky Sedan Prototyp
- Piper PA-7 Sky Coupe Prototyp
- Piper PA-8 Sky Cycle Prototyp
- Piper PA-11 Cub Special Vidareutveckling av J-3
- Piper PA-12 Super Cruiser Vidareutveckling av J-5
- Piper PA-14 Family Cruiser Fyrsitsig vidareutveckling av PA-12
- Piper PA-15 Vagabond Vidareutveckling av J-4
- Piper PA-16 Clipper Fyrsitsig version av PA-15
- Piper PA-17 Vagabond Deluxe
- Piper PA-18 Super Cub i Svenska Armén Fpl 51
- Piper PA-18A Super Cub Levererad från Piper med hoppertank i baksätet för besprutning.
- Piper L-18 Super Cub Militär version av PA-18 för US Air Force. Även kallad L-21. I Svenska Armén kallad Fpl 51B.
- Piper PA-19 Super Cub PA-18 för US Army. Där kallad "L-18C"
- Piper PA-20 Pacer Vidareutvecklad PA-16 med fyra säten
- Piper PA-22 Tri-Pacer Version av PA-20 med noshjul istället för sporrhjul
- Piper PA-23 Apache Tvåmotorigt flygplan med fyra eller sex säten
- Piper PA-23-250 Aztec Större version av PA-23 Apache med större motorer
- Piper PA-24 Comanche Fyrsitsigt enmotorigt allmänflygplan med infällbart landningsställ.
- Piper PA-25 Pawnee först enbart använt som besprutningsplan numera även som bogserplan för reklam och segelflyg
- Piper PA-28 Cherokee Även kallad Warrior, Cadet, Charger, Archer, Dakota, Pathfinder, Cherokee 235, beroende på motorstyrka (från 140hk till 235hk) och årsmodell
- Piper PA-28R Arrow Cherokee med infällbart landställ.
- Piper PA-29 Papoose Nedlagt projekt.
- Piper PA-30 Twin Comanche Tvåmotorig version av PA-24
- Piper PA-31 Navajo / Chieftain Även kallad Panther.  I Svenska Marinen TP 54.
- Piper PA-31P Mojave Navajo med tryckkabin.
- Piper PA-32 Cherokee Six Sexsitsig Pa-28 med större motor.
- Piper PA-32R Lance / Saratoga Enmotorig version av PA-34.
- Piper PA-33 Comanche PA-24 med tryckkabin.
- Piper PA-34 Seneca  Först introducerad som Twin Cherokee Six med fast landställ. Därefter som Seneca i fem versioner med infällbart ställ.
- Piper PA-35 Pocono Prototyp
- Piper PA-36 Brave Uppgraderad version av PA-25. Även kallad "Pawnee II"
- Piper PA-38 Tomahawk Tvåsitsigt skolflygplan
- Piper PA-40 Arapaho Prototyp
- Piper PA-42 Cheyenne Ursprungligen PA-31 med turbinmotorer.
- Piper PA-44 Seminole Tvåmotorig PA-28R
- Piper PA-46 Malibu / Mirage / Meridian Sexsitsigt enmotorigt allmänflygplan med tryckkabin.
- Piper PA-47 PiperJet Enmotorigt jetflygplan.
- Piper PA-48 Enforcer Tre stycken ombyggda North American P-51 Mustang med turbinmotor i stället för kolvmotor
- Piper PA-60 Aerostar Tvåmotorigt sexsitsigt flygplan, även känd som "Ted Smith Aerostar".

## Källhänvisningar
1. ↑  ”Piper Aircraft History - the Aviation Answer Man”. home.iwichita.com. Arkiverad från originalet den 8 december 2018. https://web.archive.org/web/20181208083442/http://home.iwichita.com/rh1/hold/av/avhist/ppr/piper.htm. Läst 7 december 2018.
2. ↑  ”The New Piper Aircraft, Inc. - Company Profile, Information, Business Description, History, Background Information on The New Piper Aircraft, Inc.”. www.referenceforbusiness.com. https://www.referenceforbusiness.com/history2/53/The-New-Piper-Aircraft-Inc.html. Läst 7 december 2018.